# Xanthoparmelia joranadia
Xanthoparmelia joranadia är en lavart som först beskrevs av T. H. Nash, och fick sitt nu gällande namn av Hale. Xanthoparmelia joranadia ingår i släktet Xanthoparmelia och familjen Parmeliaceae.   Inga underarter finns listade i Catalogue of Life.